# Pacific Grove
Pacific Grove è una città costiera della Contea di Monterey in California, con una popolazione totale di 15 522 secondo il censimento del 2000. La città è ubicata fra il faro di Point Pinos e Monterey ad una quota di 46 metri s.l.m.
Pacific Grove è nota per le sue case vittoriane, la spiaggia di Asilomar, l'annuale migrazione delle farfalle Monarca e la sua eredità artistica. La città è dotata del maggior numero di case vittoriane per numero di abitanti rispetto a qualsiasi altra città statunitense; molte di esse sono state trasformate in bed and breakfast.
Vi hanno sede il Museo di storia naturale Pacific Grove ubicato nel centro storico, e lo Stowitts museo e biblioteca.
Il faro di Point Pinos è il più antico tuttora in esercizio dell'intera costa occidentale degli U.S.A.

## Storia
Pacific Grove venne fondata nel 1875 da un gruppo di metodisti che la modellarono su Ocean Grove.
Nel tempo, le farfalle, i pini profumati e la fresca aria di mare hanno portato altri a Pacific Grove per riposare e meditare. L'incontro iniziale del ramo della Pacific Coast del Chautauqua Literary and Scientific Circle si tenne a Pacific Grove, nel giugno 1879. Sviluppato sul modello della Methodist Sunday school del lago Chautaugua, il campus per insegnanti divenne parte di una rete nazionale di istruzione. Nel novembre del 1879, dopo che i campeggiatori estivi tornarono a casa, Robert Louis Stevenson vagò nel campeggio deserto: "Io non sono mai stato in un luogo da sogno come questo. In effetti, non era come una città deserta, quanto come una scena sul palcoscenico di giorno, e con nessuno sulle tavole." Oggi, la Stevenson School, nella vicina Pebble Beach, porta il nome dell'autore.
Pacific Grove, come Carmel e Monterey, divennero un paradiso degli artisti negli anni 1890 e seguenti. Artisti della corrente En plein air, sia europei che statunitensi, si crearono uno studio all'aperto dove dipingere le bellezze naturali, tanto che Pacific Grove divenne un magnete per questo movimento. William Adam fu un pittore inglese che si trasferì prima a Monterey e quindi si spostò a Pacific Grove nel 1906. Circa nello stesso periodo Eugen Neuhaus, un pittore tedesco, giunse a Pacific Grove con la sua nuova moglie. Charles B. Judson fu un artista dalle linee aristocratiche che dipinse a Pacific Grove per un lungo periodo di tempo a partire dal 1907; i murales di Judson decorano le hall della California Academy of Sciences. Per alcuni anni, John Steinbeck visse in un cottage, di proprietà del padre, a Pacific Grove. Il cottage esiste ancora oggi ed è ubicato in una tranquilla strada laterale e non riporta alcuna targa a ricordo del fatto.
Il Point Piños Light, a Pacific Grove, è il più antico faro, continuamente operativo, della costa occidentale degli Stati Uniti. Venne costruito nel 1855 ed è servito di aiuto alla navigazione sin da allora.